# Список чемпіонів НБА
Список чемпіонів Національної баскетбольної асоціації (НБА) та Баскетбольної асоціації Америки (БАА) (1946–49 роки). Всі фінальні серії проходили до чотирьох перемог (до семи ігор у серії) та проводились між переможцями Західної та Східної конференцій (які до 1970 року називались дивізіонами), за винятком сезону 1949–50, коли чемпіон Східного дивізіону грав у фіналі з переможцем серії між Західним та Центральним дивізіонами.
Ігри проводились за форматом 2-2-1-1-1: 2 гри вдома, 2 на виїзді, гра вдома та знов гра на виїзді, а потім остання гра вдома (команда з найкращим показником перемог починала серію на домашній арені). Цей формат діяв до сезону 1984–85 (окрім сезонів 1953–55, 1975 та 1978 років, останні два проводились за форматом 1-2-2-1-1). Після 1985 року був прийнятий формат 2-3-2 (команда з найкращим показником перемог починала серію на домашній арені). Зараз ігри плей-оф проводяться за старим форматом 2-2-1-1-1.
До 1978 року команда, яка здобувала перемогу у фіналі нагороджувалась Кубком Волтера А. Брауна. В сезоні 1977–78 дизайн кубка змінили, а вже з сезону 1983–84 трофей отримав нову назву — Трофей Ларрі О'Браєна.
За кількістю чемпіонів Східна конференція/дивізіон випереджає Західну конференцію/дивізіон з рахунком 41-36. Команда колишнього Центрального дивізіону вигравала чемпіонат лише одного разу.

## Трофеї

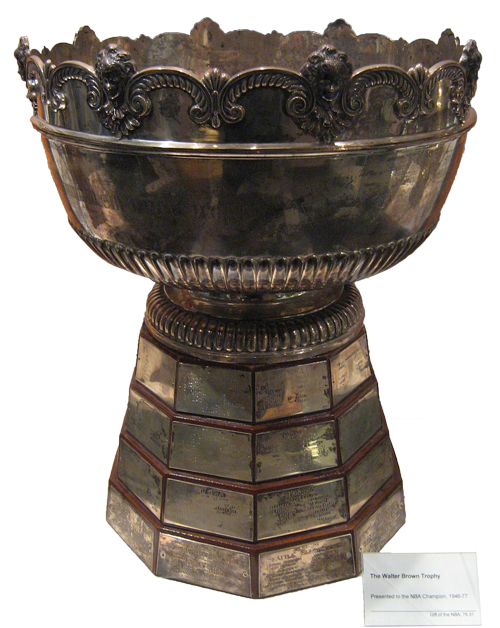
Справжній Трофей Волтера А. Брауна можна побачити в Баскетбольному Залі слави імені Нейсміта

### Трофей Волтера А. Брауна
Трофей Волтера А. Брауна — це нагорода, яку вручали чемпіону БАА/НБА, починаючи з 1949 року до  сезону НБА 1976–77. Трофей зберігався в команді-переможниці турніру протягом наступного сезону після перемоги, а потім передавався команді, яка вигравала турнір наступного року або залишався в цій самій команді, якщо вона знову перемогла в турнірі. Така традиція існує в НХЛ з Кубоком Стенлі.
Спочатку цей трофей називався Трофей Фіналу НБА (англ. NBA Finals trophy),, але його перейменували в  сезоні НБА 1964–65 в честь Волтера А. Брауна, першого власника команди Бостон Селтікс, а також він відіграв важливу роль в об'єднанні АБА та Національної баскетбольної ліги США (National Basketball League) в НБА у 1949 році.
Новий дизайн нагороди був створений для фіналу НБА 1977 року, при цьому він зберіг назву в честь Волтера А. Брауна. На відміну від традиції передавання одного і того самого трофею команді переможниці турніру, новий трофей віддавали команді-переможниці назавжди, а в наступні роки виготовляли такий самий. Трофей знову перейменували в  сезоні НБА 1984–85 у Трофей Ларрі О'Браєна на честь колишнього комісара НБА Ларрі О'Браєна.
Першим лауреатом нагороди в 1947 році стала команда Філадельфія Ворріорс, яка перемогла Чикаго Стагс. Бостон Селтікс здобували трофей найбільшу кількість разів за історію його існування — 14. В період з 1957 по 1969 рік, ця команда вигравала Фінал НБА 11 з 13 разів, включаючи 8 поспіль виграшів трофею. Останнім хто здобув цей трофей була команда Філадельфія Севенті-Сіксерс, яка здолала Лос-Анджелес Лейкерс в фіналі НБА 1983 року.

### Трофей Ларрі О'Браєна
Як уже згадувалося вище, трофей перейменували в сезоні НБА 1984-85 у Трофей Ларрі О'Браєна на честь Ларрі О'Браєна, який був на посаді комісара НБА в період з 1975 по 1983 рік. Трофей зроблений з 14,5 фунтів (близько 6,6 кг) срібних стерлінгів, покритий 24-каратним золотом і має висоту 61 см. Трофей зображує ніби баскетбольний м'яч влучає в кошик. Рік і назва команди викарбовуються на трофеї і частіше за все виставляється в будівлі домашньої арени команди.
Першою трофей здобула команда Бостон Селтікс в фіналі НБА 1984 року, перемігши Лос-Анджелес Лейкерс в семи матчах фінальної серії з рахунком 4–3. Лос-Анджелес Лейкерс вигравали трофей вісім разів, а Чикаго Буллз — шість.

## Список чемпіонів
| та жирним | Команда, що перемогла у Фіналі НБА.                                                     |
| √         | Команда, що має найкращий результат у сезоні (краще співвідношення перемог та поразок). |

| Рік                                         | Чемпіон Західної конференції | Рахунок | Чемпіон Східної конференції  | Посилання     |
| ------------------------------------------- | ---------------------------- | ------- | ---------------------------- | ------------- |
| Фінали Баскетбольної асоціації Америки      |                              |         |                              |               |
| 1947                                        | Чикаго Стегс                 | 1–4     | Філадельфія Ворріорс         | [ 12 ]        |
| 1948                                        | Балтимор Буллетс[a]          | 4–2     | Філадельфія Ворріорс         | [ 13 ]        |
| 1949[b]                                     | Міннеаполіс Лейкерс          | 4–2     | Вашингтон Кепітолс           | [ 14 ]        |
| Фінали Національної баскетбольної асоціації |                              |         |                              |               |
| 1950                                        | Міннеаполіс Лейкерс[c]       | 4–2     | Сірак'юс Нешналс√            | [ 15 ] [ 16 ] |
| 1951                                        | Рочестер Роялс               | 4–3     | Нью-Йорк Нікс                | [ 17 ]        |
| 1952                                        | Міннеаполіс Лейкерс          | 4–3     | Нью-Йорк Нікс                | [ 18 ]        |
| 1953                                        | Міннеаполіс Лейкерс√         | 4–1     | Нью-Йорк Нікс                | [ 19 ]        |
| 1954                                        | Міннеаполіс Лейкерс√         | 4–3     | Сірак'юс Нешналс             | [ 20 ]        |
| 1955                                        | Форт Вейн Пістонс            | 3–4     | Сірак'юс Нешналс√            | [ 21 ]        |
| 1956                                        | Форт Вейн Пістонс            | 1–4     | Філадельфія Ворріорс√        | [ 22 ]        |
| 1957                                        | Сент-Луїс Гокс               | 3–4     | Бостон Селтікс√              | [ 23 ]        |
| 1958                                        | Сент-Луїс Гокс               | 4–2     | Бостон Селтікс√              | [ 24 ]        |
| 1959                                        | Міннеаполіс Лейкерс          | 0–4     | Бостон Селтікс√              | [ 25 ]        |
| 1960                                        | Сент-Луїс Гокс               | 3–4     | Бостон Селтікс√              | [ 26 ]        |
| 1961                                        | Сент-Луїс Гокс               | 1–4     | Бостон Селтікс√              | [ 27 ]        |
| 1962                                        | Лос-Анджелес Лейкерс         | 3–4     | Бостон Селтікс√              | [ 28 ]        |
| 1963                                        | Лос-Анджелес Лейкерс         | 2–4     | Бостон Селтікс√              | [ 29 ]        |
| 1964[d]                                     | Сан-Франциско Ворріорс       | 1–4     | Бостон Селтікс√              | [ 30 ]        |
| 1965                                        | Лос-Анджелес Лейкерс         | 1–4     | Бостон Селтікс√              | [ 31 ]        |
| 1966                                        | Лос-Анджелес Лейкерс         | 3–4     | Бостон Селтікс               | [ 32 ]        |
| 1967                                        | Сан-Франциско Ворріорс       | 2–4     | Філадельфія Севенті-Сіксерс√ | [ 33 ]        |
| 1968                                        | Лос-Анджелес Лейкерс         | 2–4     | Бостон Селтікс               | [ 34 ]        |
| 1969                                        | Лос-Анджелес Лейкерс         | 3–4     | Бостон Селтікс               | [ 35 ]        |
| 1970                                        | Лос-Анджелес Лейкерс         | 3–4     | Нью-Йорк Нікс√               | [ 36 ]        |
| 1971                                        | Мілвокі Бакс√                | 4–0     | Вашингтон Буллетс            | [ 37 ]        |
| 1972                                        | Лос-Анджелес Лейкерс√        | 4–1     | Нью-Йорк Нікс                | [ 38 ]        |
| 1973                                        | Лос-Анджелес Лейкерс         | 1–4     | Нью-Йорк Нікс                | [ 39 ]        |
| 1974                                        | Мілвокі Бакс√                | 3–4     | Бостон Селтікс               | [ 40 ]        |
| 1975                                        | Голден-Стейт Ворріорс        | 4–0     | Вашингтон Буллетс√           | [ 41 ]        |
| 1976                                        | Фінікс Санз                  | 2–4     | Бостон Селтікс               | [ 42 ]        |
| 1977[e]                                     | Портленд Трейл-Блейзерс      | 4–2     | Філадельфія Севенті-Сіксерс  | [ 43 ]        |
| 1978                                        | Сієтл Суперсонікс            | 3–4     | Вашингтон Буллетс            | [ 44 ]        |
| 1979                                        | Сієтл Суперсонікс            | 4–1     | Вашингтон Буллетс√           | [ 45 ]        |
| 1980                                        | Лос-Анджелес Лейкерс         | 4–2     | Філадельфія Севенті-Сіксерс  | [ 46 ]        |
| 1981                                        | Х'юстон Рокетс               | 2–4     | Бостон Селтікс√              | [ 47 ]        |
| 1982                                        | Лос-Анджелес Лейкерс         | 4–2     | Філадельфія Севенті-Сіксерс  | [ 48 ]        |
| 1983                                        | Лос-Анджелес Лейкерс         | 0–4     | Філадельфія Севенті-Сіксерс√ | [ 49 ]        |
| 1984                                        | Лос-Анджелес Лейкерс         | 3–4     | Бостон Селтікс√              | [ 50 ]        |
| 1985                                        | Лос-Анджелес Лейкерс         | 4–2     | Бостон Селтікс√              | [ 51 ]        |
| 1986                                        | Х'юстон Рокетс               | 2–4     | Бостон Селтікс√              | [ 52 ]        |
| 1987                                        | Лос-Анджелес Лейкерс√        | 4–2     | Бостон Селтікс               | [ 53 ]        |
| 1988                                        | Лос-Анджелес Лейкерс√        | 4–3     | Детройт Пістонс              | [ 54 ]        |
| 1989                                        | Лос-Анджелес Лейкерс         | 0–4     | Детройт Пістонс√             | [ 55 ]        |
| 1990                                        | Портленд Трейл-Блейзерс      | 1–4     | Детройт Пістонс              | [ 56 ]        |
| 1991                                        | Лос-Анджелес Лейкерс         | 1–4     | Чикаго Буллз                 | [ 57 ]        |
| 1992                                        | Портленд Трейл-Блейзерс      | 2–4     | Чикаго Буллз√                | [ 58 ]        |
| 1993                                        | Фінікс Санз√                 | 2–4     | Чикаго Буллз                 | [ 59 ]        |
| 1994                                        | Х'юстон Рокетс               | 4–3     | Нью-Йорк Нікс                | [ 60 ]        |
| 1995                                        | Х'юстон Рокетс               | 4–0     | Орландо Меджик               | [ 61 ]        |
| 1996                                        | Сієтл Суперсонікс            | 2–4     | Чикаго Буллз√                | [ 62 ]        |
| 1997                                        | Юта Джаз                     | 2–4     | Чикаго Буллз√                | [ 63 ]        |
| 1998                                        | Юта Джаз√                    | 2–4     | Чикаго Буллз√                | [ 64 ]        |
| 1999                                        | Сан-Антоніо Сперс√           | 4–1     | Нью-Йорк Нікс                | [ 65 ]        |
| 2000                                        | Лос-Анджелес Лейкерс√        | 4–2     | Індіана Пейсерс              | [ 66 ]        |
| 2001                                        | Лос-Анджелес Лейкерс         | 4–1     | Філадельфія Севенті-Сіксерс  | [ 67 ]        |
| 2002                                        | Лос-Анджелес Лейкерс         | 4–0     | Нью-Джерсі Нетс              | [ 68 ]        |
| 2003                                        | Сан-Антоніо Сперс√           | 4–2     | Нью-Джерсі Нетс              | [ 69 ]        |
| 2004                                        | Лос-Анджелес Лейкерс         | 1–4     | Детройт Пістонс              | [ 70 ]        |
| 2005                                        | Сан-Антоніо Сперс            | 4–3     | Детройт Пістонс              | [ 71 ]        |
| 2006                                        | Даллас Маверікс              | 2–4     | Маямі Гіт                    | [ 72 ]        |
| 2007                                        | Сан-Антоніо Сперс            | 4–0     | Клівленд Кавальєрз           | [ 73 ]        |
| 2008                                        | Лос-Анджелес Лейкерс         | 2–4     | Бостон Селтікс√              | [ 74 ]        |
| 2009                                        | Лос-Анджелес Лейкерс√        | 4–1     | Орландо Меджик               | [ 75 ]        |
| 2010                                        | Лос-Анджелес Лейкерс         | 4–3     | Бостон Селтікс               | [ 73 ]        |
| 2011                                        | Даллас Маверікс              | 4–2     | Маямі Гіт                    | [ 73 ]        |
| 2012                                        | Оклахома-Сіті Тандер         | 1–4     | Маямі Гіт                    | [ 76 ]        |
| 2013                                        | Сан-Антоніо Сперс            | 3–4     | Маямі Гіт                    | [ 77 ]        |
| 2014                                        | Сан-Антоніо Сперс            | 4–1     | Маямі Гіт                    | [ 78 ]        |
| 2015                                        | Голден-Стейт Ворріорс        | 4–2     | Клівленд Кавальєрс           | [ 79 ]        |
| 2016                                        | Голден-Стейт Ворріорс        | 3–4     | Клівленд Кавальєрс           | [ 80 ]        |
| 2017                                        | Голден-Стейт Ворріорс        | 4–1     | Клівленд Кавальєрс           | [ 81 ]        |
| 2018                                        | Голден-Стейт Ворріорс        | 4–0     | Клівленд Кавальєрс           | [ 82 ]        |
| 2019                                        | Голден-Стейт Ворріорс        | 2–4     | Торонто Репторз              | [ 83 ]        |
| 2020                                        | Лос-Анджелес Лейкерс         | 4–2     | Маямі Гіт                    | [ 84 ]        |
| 2021                                        | Фінікс Санз                  | 2–4     | Мілвокі Бакс                 | [ 85 ]        |
| 2022                                        | Голден-Стейт Ворріорс        | 4–2     | Бостон Селтікс               | [ 86 ]        |
| 2023                                        | Денвер Наггетс               | 4–1     | Маямі Гіт                    | [ 87 ]        |
| 2024                                        | Даллас Маверікс              | 1–4     | Бостон Селтікс               | [ 88 ]        |
| 2025                                        | Оклахома-Сіті Тандер         | 4–3     | Індіана Пейсерз              |               |